# 咎井淳

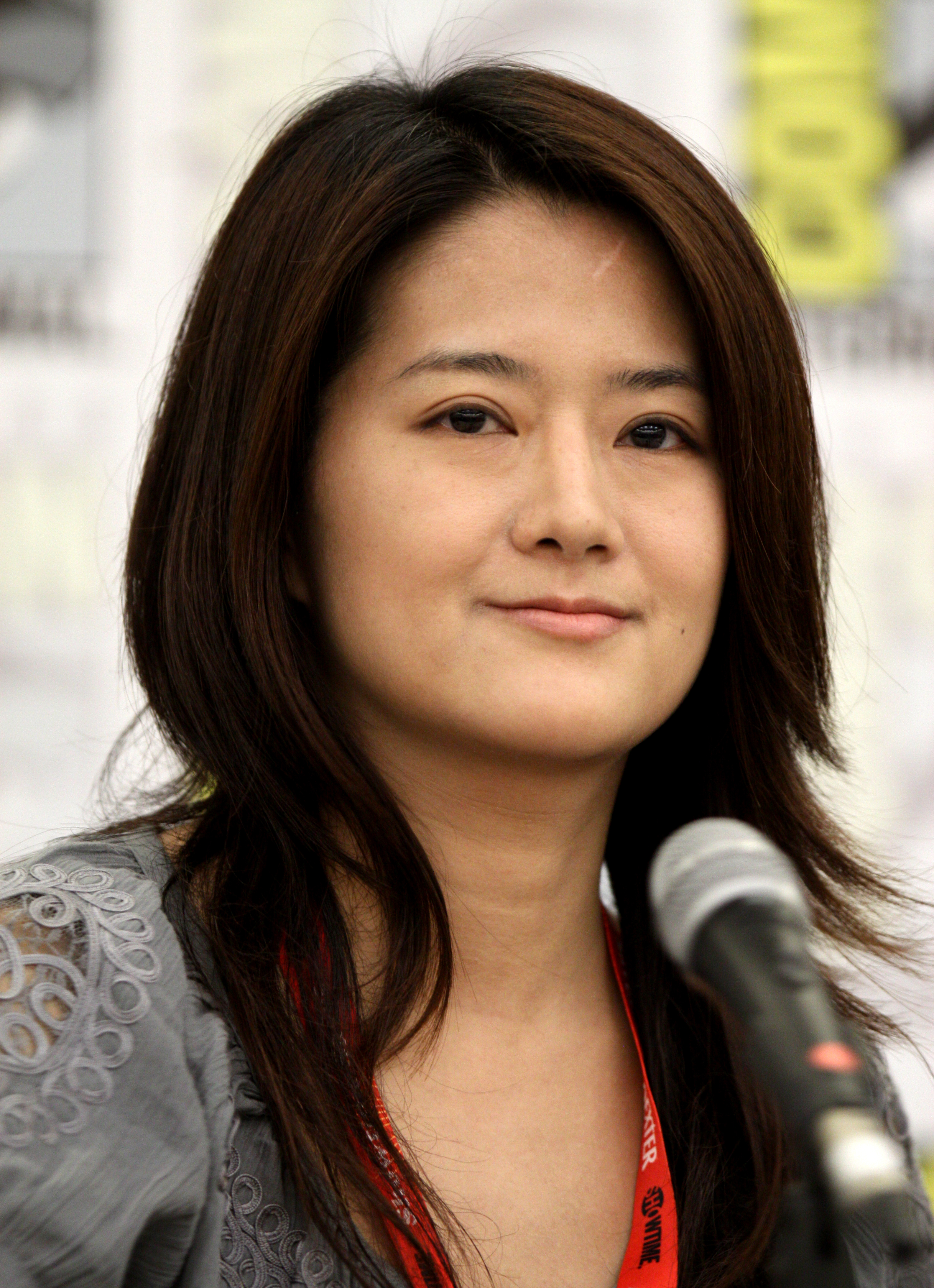
咎井淳

咎井淳（1976年7月4日—）是台灣的漫畫家，英文名為Jo Chen，出生於台北，復興商工畢業。與漫畫家十樂寺為姐妹。
代表作為《鏡子的另一邊》。
[言之罪],目前出到19

## 簡歷
- 學生時代即開始參與同人誌漫畫創作，14歲時（1990年）由大然文化出版同人誌《黎曼空間》。18歲時（1994年）於復興商工畢業後全家移民美國。此後創作重心以美國為主，曾於美國西維吉尼亞州社區大學（Northern Virginia Community College）學習美術。同時於台灣同人社團「秘密結社」在同人誌即賣會中不定期發表作品。
- 23歲時（1999年）由東立出版社出版少女漫畫《鏡子的另一邊》，24歲時（2000年）與韓裔畫家Tommy Yune合作由美國Wildstorm/DC Comics出版短篇漫畫《Racer X》以及與十樂寺合作由美國Dreamwave出版短篇漫畫《Darkminds：Macropolis》。
- 近年以繪製漫畫封面為主，曾完成封面有：UDON《Street Fighter》、DC《Robin》、Marvel《Runaways》以及Dark Horse《Buffy the Vampire Slayer》第八季等。並曾為微軟XBox遊戲繪製封面，如《神鬼寓言》、《神鬼寓言：失落之章》與《神鬼寓言二》。現居住於美國華盛頓特區近郊。

## 作品一覽

### 同人誌
- 無聊劇場
- 維納斯童話（金星戰記同人誌）
- 黎曼空間（1990年，大然）
- 無重力犯罪（1995年，C.A.T.漫畫同好會）
- 秘密通信 Vol.1（1998年，秘密結社）
- 人腦雜煮（2002年，私人）
- 咎井淳's私想亂畫集之壹（2003年，秘密結社）
- 咎井淳's私想亂畫集之貳（2004年，秘密結社）
- 咎井淳's私想亂畫集之叁（2008年，秘密結社）
- 想亂畫集別冊─熱夏（2005年，秘密結社）
- 咎井淳自選翽畫集（2009年，秘密結社）

### 短篇漫畫
- 99朵玫瑰

### 單行本

#### 中文
- 鏡子的另一邊（全2冊）東立出版

#### 英文
- Darkminds Macropolis 合輯典藏本（第1到4回）Dreamwave

## 外部連結
- 咎樂園（页面存档备份，存于）